# فابریس لورات
فابریس لورات (انگلیسی: Fabrice Levrat؛ زادهٔ ۱۸ اکتبر ۱۹۷۹) بازیکن فوتبال اهل فرانسه است.
از باشگاه‌هایی که در آن بازی کرده‌است می‌توان به باشگاه ورزشی آمیان، آ.اس موناکو، و باشگاه فوتبال آژاکسیو اشاره کرد.